# كوزلجه قاسم باشا
كوزلجه قاسم باشا (بالتركية: Güzelce Kasım Paşa)‏، سياسي عثماني ورجل دولة. شارك في حملة السلطان سليم الأول لاحتلال مصر سنة 1516 م، وصار واليًا على مصر مرتين: الأولى سنة 929 هـ/1523م، ودامت 24 يومًا فقط، والثانية سنة 930 هـ/1524م، ودامت عامًا واحدًا حتى 1525م.

## لقبه
كوزلجه (بالتركية: Güzelce)‏ كلمة تركية تعني "جميل"، أي: قاسم باشا الجميل.

## أنظر أيضا
- معركة موهاج.

## وصلات خارجية
- جامع كوزلجه قاسم باشا (بالتركية).